# Seberang Pulau Busuk
Seberang Pulau Busuk is een bestuurslaag in het regentschap Kuantan Singingi van de provincie Riau, Indonesië. Seberang Pulau Busuk telt 952 inwoners (volkstelling 2010).